# 立花藤兵衛
- 仮面ライダーシリーズ > 仮面ライダー > 立花藤兵衛
- 仮面ライダーシリーズ > 仮面ライダー (漫画) > 立花藤兵衛

立花 藤兵衛（たちばな とうべえ）は、仮面ライダーシリーズに登場する架空の人物。シリーズの重要なキャラクターの一人である。

## 各作品での立花藤兵衛

### テレビシリーズ
『仮面ライダー』から『仮面ライダーストロンガー』までのシリーズに登場し、小林昭二が演じた。
当初は本郷猛のオートバイにおける師であり、スナックのマスターという役どころである。そのため、「立花さん」や「マスター」と呼ばれていたが、後に「親父さん」と呼ばれるようになった。レーシングクラブや少年仮面ライダー隊では「会長」とも呼ばれている。「おやっさん」とも呼ばれているが、これは劇中で使用された呼び名ではなく、本郷役の藤岡弘の癖のあるイントネーションで「親父さん」がそう聞こえることから、後に愛称として定着したもの。『仮面ライダーアマゾン』では挿入歌として、小林昭二の歌唱による「俺は立花藤兵ェだ」が制作され、『仮面ライダーストロンガー』の第4話で使用された。
城北大学出身で、本郷や風見の先輩でもある。
シリーズによって以下のように職業や立場を変えながら、歴代仮面ライダーおよびその戦いに協力した若者たちの後見人として、彼らを物心両面から支えていた。
- 『仮面ライダー』
  - 第1話 - 第13話：スナックアミーゴのマスターで立花レーシングチームのオーナー。
  - 第14話 - 第73話：立花オートコーナー経営者で立花レーシングクラブ会長。
  - 第74話 - 第98話：少年仮面ライダー隊会長（レーシングクラブは存続しているらしいが、それについての描写はない）。
- 『仮面ライダーV3』：少年仮面ライダー隊会長（隊長兼務）。スポーツ用品店「セントラル」を経営しているが、レース活動は継続している。
- 『仮面ライダーX』：コーヒーショップ「COL」のマスターであるが、レース活動は継続している。
- 『仮面ライダーアマゾン』：レーサーとして現役復帰。特に店を持たないが、エンジニアも兼業しているらしい。
- 『仮面ライダーストロンガー』：無職。レーサー候補生を探す旅の途中でストロンガー＝城茂と知り合う。

上記のほか、テレビスペシャル2本（『全員集合!7人の仮面ライダー!!』と『不滅の仮面ライダースペシャル』）でナビゲーター役を演じている。
エンジニアとしての高い技術を持ち、『仮面ライダー』では本郷や滝和也と共同で新サイクロン号を開発したほか、『アマゾン』では高坂教授が持ち帰った古代インカ文明の設計図を元にジャングラーを完成させている。トレーナーとしても有能で、歴代仮面ライダーの訓練に協力し、その能力はショッカー側からもイカデビルのコーチ役として招請されるほど高い評価を受けている。格闘の心得もあり、実力はかなりのもので、自ら戦闘員や怪人と戦うこともある。コーヒーを入れる腕は一流である。
制作関連
『仮面ライダー』の初期企画案『十字仮面（）』にて本郷の腹心として藤堂権兵衛が設定され、伊上勝による検討脚本「怪奇蜘蛛男」にて名前が立花藤兵衛に改められた。この時点では『柔道一直線』などに出演していた高松英郎が配役されていた。
実際に起用された小林昭二は、『ウルトラマン』と『キャプテンウルトラ』の公開引継ぎ会にて前者に出演していた小林と後者のプロデューサーを務めていた東映の平山亨が出会ったことに端を発しており、平山は小林の人間性や子供番組に対する姿勢に共感し、『仮面ライダー』での起用に至った。
平山によると、『仮面ライダー (スカイライダー)』の企画段階および番組中盤で志度敬太郎を演じていた田畑孝の病気による降板の際に立花藤兵衛を再登場させようと出演を依頼したが、演者の小林は藤兵衛役を卒業したいと言ってその依頼を断り、以降の作品には登場していない。また、「功績を認められてICPOに加入した」と設定した雑誌もあったが、『真・仮面ライダー 序章』での石ノ森章太郎へのインタビューでは、「ライダーたちに関わればまた手助けしてくれるでしょうが、それまでの出会いの多くも偶然ですから、また会えるかどうかわかりませんね」と語っている。
藤兵衛が劇中で使用するシガーパイプは、小林の私物であった。

#### 『仮面ライダー』
第1話から登場。スナック「アミーゴ」を経営する傍ら、本郷猛のレーシングトレーナーも務める。
第14話から「立花レーシングクラブ」を設立する。
第74話より「少年仮面ライダー隊」を組織する。

#### 『仮面ライダーV3』
第1話から登場。前作に続いて仮面ライダーを支援し、特訓の補助や精神的なアドバイスをしている。本作品ではスポーツショップ「セントラル・スポーツ」（第46話では立花スポーツ店）を経営する傍ら、引き続き少年仮面ライダー隊の会長も務めており、滝が渡米したことで隊長も兼任（隊員からは「会長」と呼ばれている）。

#### 『仮面ライダーX』
第5話から登場。デストロン壊滅後、元々の稼業の1つであった喫茶店「COL」を川崎市多摩区生田町で新たに開業。束の間の平和な日々を過ごしていたが、COLでGOD機関による幼稚園バス消失事件を報じるラジオを聴いていた際、神敬介と知り合う。また、トンネル近くで涼子によって罠にはめられそうなところを敬介に助けられた。その後、崖で倒れて気絶したところを敬介と水城霧子によってCOLに運ばれ、風見志郎＝V3に続く仮面ライダーである敬介のことを知ると、敬介に協力してショッカーから都合4度目の新たな戦いに参加することになる。
志郎が去った後、デストロンノイローゼに悩まされていたため、敬介と初めて会った際にはカイゾーグである敬介をデストロンの怪人と疑った。
経緯や素性は前組織から情報を引き継いだGOD機関設立時より知られており、GOD総司令からも「要注意人物」とされていた。父親を失った敬介にとっては信頼できる存在で、歴代仮面ライダーたちからも慕われている。劇場作品で5人の仮面ライダーが揃った時にも、大きく喜ぶ様子が描かれていた。

#### 『仮面ライダーアマゾン』
第3話から登場。以前のように店は経営しておらず、自身がバイクレーサーとして活動していた。
オフロードレースに出場中、カマキリ獣人に襲われるがアマゾンに救われる。前作『X』同様にアマゾンの変身を目の当たりにし、瞬時に「仮面ライダー」と認めた。それ以後は第4話でジャングラーを製造するなど、アマゾンを支援するようになり、彼とともにゲドンやガランダー帝国と戦う。高坂博士とも知り合いで、岡村まさひこやりつ子のことも知っていた。
第5話では、警察に誤認逮捕されたアマゾンの身元引受人を買って出た。戦いが終わった後はアマゾンをバイクレーサーにしようと考え、育てている。

#### 『仮面ライダーストロンガー』
第3話から登場。以前とは違って定住せずにバイクレーサーをスカウトしようとたまたまジープで茂やユリ子の旅に同行しており、仮面ライダーの協力者というよりはコメディーリリーフ的要素がやや強くなっている。そのため、無茶をしては人質にされることもあったが、的確なアドバイスや戦闘員とも互角に戦うことに関しては、以前と変わっていない。ユリ子の死後からは従来のように仮面ライダーの頼れる父親役として活躍した。
ブラックサタン壊滅後は茂らとともにひと時の平和を味わうが、デルザー軍団の鋼鉄参謀にストロンガーがまったく敵わない様子を見て、デルザー軍団に脅威を感じる。ドクターケイトの毒に冒されたユリ子の身を案じながらも、茂にはこのことは伏せるようにユリ子から頼まれる。ユリ子の死後、ユリ子の墓前でデルザー軍団打倒を誓う。
ストロンガーの強化を経て次々と帰国する歴代仮面ライダーの取りまとめ役も担当し、デルザー軍団壊滅後は長い戦いが終わったことを悟った。7人の仮面ライダー全員から「オヤジさん」と呼ばれ、最後まで仮面ライダーの父親的な立場を演じた。

#### テレビシリーズを元にした作品
ゲーム『仮面ライダーV3』
PlayStation版『仮面ライダーV3』に登場。仮面ライダーの特訓に付き合うだけでなく、デストロン怪人や自分自身の特訓も行う。ストーリーモードでプレイヤーキャラクターとなることはないが、1Pモードや対戦モードでは一定条件を満たすとプレイヤーキャラクターとなり、デストロン怪人を倒すことも可能である（ただし、1Pモードの個人エンディングは存在しない）。使用する技については、仮面ライダー (プレイステーション版)を参照。
漫画『仮面ライダーSPIRITS』
『仮面ライダーZX』を描く作品で、容貌も役どころもテレビ版に準じたキャラクターとして登場。ユリ子の死を理由として、デルザー軍団壊滅を最後に戦いへの参加を拒んだと設定され、第1部第十一話・第十二話では神奈川県三浦市内でバイクショップの立花レーシングクラブを経営し、茂と共に生活しながら、ユリ子の墓守をしていた。滝と再会し、バダンとの戦いに巻き込まれたのを機に再び立ち上がり、ZXと歴代仮面ライダーの戦いを支援する。テレビ版では谷源次郎とは旧知という設定があったが、本作品では初対面という設定である。
第3部では主に志郎に同行。四国での戦いでは、良に「特訓」をつけて新必殺技の開発に協力した。四国での戦いが終わった後は、変身不能によって不利な状況に陥っている志郎を支える一方、静岡で再生ブラックサタンと戦う茂をサポートした。緑川ルリ子が海堂博士に「ABSシステム」を届け、滝が大破したZXのマシンを届けた時には村雨邸に待機しており、現在は滝と共に神奈川の自身の店に戻っている。ZXのマシンを修理すべく、かつて1号と2号のダブルライダーの愛車として保存しておいた改造サイクロン（ダブルライダーのそれぞれ無事であった部品を合わせた「2個1」の物）のエンジンを頼りに修理を始めるが、緊急を要するので突貫で修理するためには谷源次郎の応援や協力を必要としている。

### 『仮面ライダー THE FIRST』
『仮面ライダー THE FIRST』では、バイクショップ「立花レーシング」の経営者という設定。本郷猛の身に変化があったことを見抜き、彼の腕を見込んで、自ら製作したものの並の人間には使いこなせないマシンサイクロン1号を託した。
劇中では言及されていないが、公式設定では一文字隼人が使用するサイクロン2号も藤兵衛の手によるものである。演じるのは宮内洋。

### 『仮面ライダーSD』
1号から仮面ライダーBLACK RXまでの歴代の仮面ライダーや、地獄大使ら悪の大幹部らを2頭身にデフォルメしたアニメ作品『仮面ライダーSD』にも登場した。テレビ版のキャラクターをデフォルメした容貌で、声も小林本人が担当している。

### 『仮面ライダー1号』
映画『仮面ライダー1号』ではすでに故人であるために藤兵衛は登場しないが、孫娘の立花麻由が登場する。
なお、ネオサイクロン号が隠されていた立花モータースの駐車場で本郷が拾い上げる写真（写真の素材は『仮面ライダー』第53話〈新1号が初登場した回〉のもの）には、本郷と共に生前の藤兵衛が写っている。

### 平成仮面ライダーシリーズ
『劇場版 仮面ライダー響鬼と7人の戦鬼』
『仮面ライダー響鬼』の劇場版。テレビ版『響鬼』でライダーたちをサポートしている人物・立花勢地郎（ヒビキは「おやっさん」と呼んでいる）の、戦国時代における先祖。
魔化魍に襲われる村の主で、代々生贄を魔化魍に差し出してきたが、村を訪れた鬼たちの力を借りることを決意する。
『スーパーヒーロー大戦GP 仮面ライダー3号』
後述の原作版と同じくスキンヘッドで本郷家の執事という設定で登場。本郷家に立ち寄った桜井侑斗 / 仮面ライダーゼロノスに地下室を見せるが、そこにあったのはショッカー首領の意識が宿った電子頭脳であり、立花もヒルカメレオンが化けた姿に過ぎなかった。
- 当初はブラック将軍と同一の高田延彦が演じる予定であったが、その後の展開でバレることを避けるため、キャストを分けている。電子頭脳や本郷家の執事など原作版のオマージュとなっている。ただし、「猛ぼっちゃま」というセリフは、本作品で藤兵衛を演じる井手が所属するたけし軍団であることからによるものではないという。

ジオラマ小説『S.I.C. HERO SAGA』
『MASKED RIDER DEN-O EDITION -1971年4月3日-』
『劇場版 仮面ライダー電王&キバ クライマックス刑事』の後日談。2008年の段階では健在であったが、ネガタロスと電王たちの騒動に巻き込まれてしまう。
現在でも自身の不注意で本郷がショッカーに拉致・改造されてしまったことを悔やんでおり、ネガタロスを追って着いた1971年4月3日で、本郷を助けるために飛び出してしまう。
その結果、本郷が改造人間にならなかった歴史を生んでしまい、オーナーとともにそれを修正することとなる。
『MASKED RIDER DECADE EDITION -ストロンガーの世界-』
『仮面ライダーディケイド』の小説作品。「ストロンガーの世界」の人物として登場。容姿の似た門矢士 / 仮面ライダーディケイドを「ストロンガーの世界」の城茂と誤認しており、士が変身したディケイドをいつもの茂とは違う様子と認識している。
普通の人間であるが、ジムニーで岩石大首領に立ち向かう勇敢さを持ち、士が初めて他人を「さん」付けして呼んだ人物でもある。
『KAMEN RIDER OOO EDITION -OOZ-』
『オーズ・電王・オールライダー レッツゴー仮面ライダー』の後日談で名前のみ登場。火野映司 / 仮面ライダーオーズが、先輩仮面ライダーたちのことを調べようと彼が作ったデータベースで調べていた。
『MASKED RIDER DEN-O 『ロスト・トレイン』』
『仮面ライダー電王』の小説作品。それぞれの時代に存在していた1号を始めとする10人の昭和ライダーたちが最終決戦を前に姿を消したのを同時に、彼も姿を消してしまう。
仮面ライダーアマゾンが活動していた1975年へと向かう仮面ライダー響鬼は、野上良太郎 / 仮面ライダー電王が彼のことを説明した際に自身の知るおやっさんである立花勢地郎のことを思いだしたり、1975年でガランダー帝国が仕掛けたヘリウム爆弾を消えてしまった彼に代わって、ディスクアニマルを使って爆弾を解除させた。
実は昭和ライダーたちが消えたのは、藤兵衛自身がイマジンと契約したことが原因であり、悪の組織を滅ぼせば昭和ライダーたちは平和になった日本を離れて新たな戦場として海外に旅立つため（つまり藤兵衛の元から去ってしまう）、その心の寂しさから「最終決戦を迎えてほしくない」という願いをイマジンに叶えたためであった。スカイライダー、スーパー1、ZXの3人は藤兵衛は対面なかったものの、1号たちと縁が深い彼らも他人事ではなかった。
平成ライダーたちが過去の時代の悪の組織との戦いをこなしてきたと同時に、帰ってきた昭和ライダーたちをデンライナーに乗せて連れてきたところは、高齢となった藤兵衛が入院している終末期医療患者の入院施設であり、藤兵衛は1号こと本郷を始めとする昭和ライダーたちと再会することができたのであった。この時、昭和ライダーたちは変身前の姿であったが、彼らとの再会を幸せに感じた藤兵衛は変身後の仮面ライダーの姿に見えていた模様。

### 原作者の漫画作品と関連作品
仮面ライダー
原作者の石ノ森が執筆した『仮面ライダー』では、本郷家の執事として登場した。本郷猛の父の代から本郷家で働き、猛を「ぼっちゃま」と呼んで仕えている。猛の秘密を承知し、戦いをサポートしている点はテレビ版と変わらないが、猛を主人として執事の立場に徹しているため、叱咤激励したりコーチ役を務めたりすることはない。猛の願いで管理していた本郷家の財産をつぎ込み、その地下に仮面ライダーの戦いを支援する巨大な研究所を建設した。猛の戦死後もその研究所を管理し、新たな仮面ライダー・一文字隼人を支援している。頭が禿げ上がり、口ひげをたくわえた老人という容姿の点でも、テレビ版とは大きく異なっている。
仮面ライダーアマゾン
石ノ森が執筆した『仮面ライダーアマゾン』では、漫画『仮面ライダー』と同じ容姿で登場するが、登場する仮面ライダーはアマゾンのみのため、関係性は不明である。
仮面ライダーEVE-MASKED RIDER GAIA-
早瀬マサトによる小説作品。石ノ森が執筆した『仮面ライダー』の続編ゆえに同一の役どころで登場し、主人公の門脇純・仮面ライダーガイアをはじめとする歴代仮面ライダーの戦いをサポートしている。第二次世界大戦中に妻と生き別れになったという、オリジナル設定も付加されている。

### 原作者以外のコミカライズ作品
その他にも仮面ライダーシリーズのコミカライズ作品は多数あるため、多くの漫画家にその姿が描かれているが、ページ数が限られアクション主体になる幼年誌の掲載作品では登場しないケースもある。
以下は、主要キャラクターとして登場した作品。どちらも、「容貌は石ノ森版」「性格や役どころはテレビ版」となっている。
すがやみつるのコミカライズ
『冒険王』に執筆した『仮面ライダーストロンガー』を除く歴代仮面ライダーのコミカライズに登場。
山田ゴロのコミカライズ
『テレビランド』に執筆した『仮面ライダー』に登場。

### その他の小説作品
小説 仮面ライダー
喫茶アミーゴのマスターであり、緑川家の使用人という漫画版とテレビ版の設定を組み合わせたような設定となっている。
KIKAIDER00
新聞記者にスカルマン（正体は仮面ライダー）は人類の平和のために戦っているのだと説いている。

### パロディ作品
仮面ノリダー
アミーゴのマスターであり、仮面ノリダーこと木梨猛のよき理解者である。かつては科学特捜隊のキャップであったらしい。店を訪れた有名人のサインを店内に飾ったりとミーハーな一面もある。店が休みの時はちびっこハウスに通い先生の真似事をしている。姪に立花伊代が居る。
仮面ノリダーV2
新たな仮面ノリダー・一文字マモルにV2サイクロンを提供。またニワカながらもゲロコウモリの攻撃で負傷したマモルに応急処置を施した。
恐怖ラッコ男 〜よみがえる怪人達 ノリダー最後の決戦〜
小林没後の1997年放送のため直接登場はしなかったが、仮面ノリダー・木梨猛の回想で登場し、オープニングにも「立花藤兵衛 / 小林昭二」でクレジットされていた。

## 立花藤兵衛を演じた人物
小林昭二
『仮面ライダー』から『仮面ライダーストロンガー』までの作品だけでなく、『仮面ライダーSD』では声を担当。
『とんねるずのみなさんのおかげです』でのパロディー『仮面ノリダー』『仮面ノリダーV2』や、『ウルトラマンゼアス・パロディ篇』にも登場。
没後の作品『仮面ライダー1号』には写真で登場。
宮内洋
『仮面ライダー THE FIRST』。宮内洋は『仮面ライダーV3』にて主役の風見志郎 / 仮面ライダーV3を演じ、先の小林昭二とも共演している。
下條アトム
『劇場版 仮面ライダー響鬼と7人の戦鬼』で立花勢地郎の先祖として登場。
井手らっきょ
『スーパーヒーロー大戦GP 仮面ライダー3号』で担当。

## 立花藤兵衛が営む店舗

### アミーゴ
『仮面ライダー』
第1話から第13話までマスターとして経営していたスナック。第14話で立花レーシングクラブの事務所に改装される。
『小説 仮面ライダー』
立花藤兵衛が経営する店として「喫茶アミーゴ」という店が登場。
『仮面ノリダー』/『仮面ノリダーV2』/『ウルトラマンゼアス・パロディ篇』
中目黒に構えている喫茶店。ジョッカーの大運動会男が仕掛けた時限爆弾によって全壊するが、翌週で新築した際に地下に仮面ノリダーの秘密基地が置かれた。
『オーズ・電王・オールライダー レッツゴー仮面ライダー』
歴史が変わった後の2011年において、元の歴史ではクスクシエがあった場所に、廃墟化した「スナックアミーゴ」が登場する。
『劇場版 仮面ライダードライブ サプライズ・フューチャー』
泊進ノ介が逃亡中、「アミーゴ」と書かれた看板が登場している。

### 立花オートコーナー
『仮面ライダー』
第14話より登場。立花レーシングクラブの拠点となっているオートバイ用品店。後に少年仮面ライダー隊本部となる。
『仮面ライダー1号』
立花レーシングの看板が登場。その駐車場跡地に、ネオサイクロンが保管されていた。

### セントラル
『仮面ライダーV3』
第3話より登場。表向きはスポーツ用品店であるが、奥に少年仮面ライダー隊本部が設けられている。

### COL
『仮面ライダーX』
第5話より登場。立花が少年仮面ライダー隊解散後に開店した喫茶店。住居であり敬介との連絡場でもあるCOLは、アポロガイストなどが人間体で乗り込むなどGODにも知られていたため、店内が戦場になることもあった。そのため、店が怪人に荒らされた際には「GODに修理代を請求しよう」と息巻く場面が見られた。所在地は多摩区生田町である。
『シン・仮面ライダー』
ハチ・オーグの支配する街の商店街に看板が登場。『X』のオマージュである旨が公式ツイッター内で触れられている。なお、同商店街には、『仮面ライダー』に登場する「影村めがね店」や「砂田画廊」のオマージュも登場する。

## 関連キャラクター
立花 麻由
映画『仮面ライダー1号』に登場。立花藤兵衛の孫。詳しくは仮面ライダー1号 (映画)#登場キャラクターを参照。
如月 恭子
小説『仮面ライダーEVE-MASKED RIDER GAIA-』に登場。立花藤兵衛の妻の孫。詳しくは仮面ライダーEVE-MASKED RIDER GAIA-#仮面ライダーの協力者と関係者を参照。